# Anita Summers
Pour les articles homonymes, voir Summers.
Anita A. Summers, née Arrow, dite Anita Summers, née le 9 septembre 1925 à Great Neck (New York) et morte le 22 octobre 2023 à Gladwyne, Pennsylvanie, est une économiste américaine, dont les travaux portent sur la rigueur quantitative dans la politique publique, dont le zonage, l'éducation et les incitations fiscales.
Elle est l'épouse de Robert Summers, économiste, la sœur de Kenneth J. Arrow, prix Nobel de sciences économiques en 1972, la belle-sœur de Paul A. Samuelson, prix Nobel de sciences économiques en 1970, la mère de Lawrence Summers, président de l'université Harvard entre 2001 et 2006 et secrétaire au Trésor entre 1999 et 2001 dans l'administration du président Bill Clinton.

## Biographie
Anita Arrow,,,,, naît le 9 septembre 1925 à Great Neck, New York. Elle est la fille de Harry Arrows et de Lilian Greenberg. Ses parents sont des juifs immigrants d'origine roumaine. Sa mère Lilian Greenberg était de Iași en Roumanie et son père Harry Arrow d'une ville proche, Podu Iloaiei,. Son père Harry Arrow est un banquier .

### Études
Anita Arrows termine un B.A. en économie du Hunter College en 1945,. Elle finit un master en économie à l'université de Chicago en 1947.

### Économiste à Standard Oil
Anita Arrows travaille comme économiste pour Standard Oil pendant plusieurs années. Elle est la première femme à obtenir une telle position dans une entreprise majeure. Après avoir été acceptée, le gestionnaire recruteur lui dit que la société a obtenu une personne compétente, à moindre coût puisqu'elle est une femme. On lui confie des projets hautement prioritaires à terminer. Elle ne peut pas présenter en personne les résultats de ses recherches. Elle doit attendre qu'on la consulte par téléphone. Elle finit par quitter ce travail.

### Doctorat à l'université Columbia
Elle reprend ses études dans le cadre d'un doctorat à l'université Columbia mais décide de quitter pour s'occuper de ses 3 enfants.

### Une pause de 11 ans
Elle fait une pause de 11 ans pour élever ses enfants. En 1952, elle épouse Robert Summers, un économiste. Il meurt en 2012. Ils ont 3 fils : Lawrence Summers (né le 30 novembre 1954), Richard Summers et John Summers.

### Pennsylvanie
Robert Summers devient professeur à l'université de Pennsylvanie et Anita Summers commence à enseigner au Swarthmore College, près de Philadelphie.
En 1971, elle rejoint la Philadelphia Fed (Fed de Philadelphie), i.e. la Réserve fédérale des États-Unis de Philadelphie, où elle dirige le Urban Economics Group (Groupe d'économie urbaine). Elle devient aussi chairwoman of the board (présidente du conseil d'administration) de Mathematica, une compagnie de public policy consulting (conseil en politiques publiques).

## Publications
- (en) Manual on procedure for using census data to estimate block income (Research papers - Dept. of Research, Federal Reserve Bank of Philadelphia). 1975[11]
- (en) Equality of educational opportunity quantified: A production function approach. 1975[11]
- (en) Do schools make a difference? (Reprint series - Institute for Research on Poverty, University of Wisconsin). 1977[11]
- (de) Der liebenswerte Zehner: Warum wir beim Aussprechen einer Zahl den Einer vor dem Zehner sagen. 2019[11]
- (en) Notebook for Study. 2023[11]
- (en) Productivity Assessment in Education[11]
- (en) (Avec Thomas F. Luce). Economic Report on the Philadelphia Metropolitan Area, 1985 (Anniversary Collection). 1987[11]
- (en) Thomas F. Luce (Avec Anita Summers). Local Fiscal Issues in the Philadelphia Metropolitan Area. 1987[11]
- (en) (Avec Thomas F. Luce). Economic Development Within the Philadelphia Metropolitan Area. 2016[11]
- (de) (Avec  Isabella Benischek et al.). Kompetent Aufsteigen Junior Mathematik Bildungsstandards 4. Klasse VS. 2017[11]
- (de) (Avec  Isabella Benischek et al.). Lernen mit Teo und Tia Mathematik - 1. Klasse Volksschule: Richtig lernen - gezielt trainieren!. 2020[11]
- (de) (Avec  Isabella Benischek et al.). Lernen mit Teo und Tia Mathematik - 3. Klasse Volksschule: Richtig lernen - gezielt trainieren!. 2020[11]
- (en) (Avec Paul Cheshire, et al.). Urban Change in the United States and Western Europe: Comparative Analysis and Policy (Urban Institute Press). 1999[11]